# به علاوه یک
به علاوه یک به (انگلیسی:Plus One) یک فیلم کمدی رمانتیک محصول آمریکا به کارگردانی جف چن در سال ۲۰۱۹ است.

## بازیگران
- مایا ارسکاین
- جک کواید
- اد بیگلی. جی آر
- بک بنت
- فین ویتراک
- جان باس
- جسی هاجز
- اما بل
- پری ریوز
- جف وارد
- مایا کازان
- آلن هاوی
- تام ورچو
- فلیشیا کووپر
- تیم چیو
- مکس جنکینس
- انا کانکل